# ドー・クォン
クォン・ドヒョン（Kwon Do-hyung 、ハングル：권도형、漢字：權渡衡、一般的にはドー・クォン（Do Kwon）として知られる、1991年9月6日 - ）は、韓国の暗号通貨開発者。シンガポールを拠点とするTerraform Labsを共同設立し、CEOを務める。
Terraform Labsは、ステーブルコインTerraUSD（UST）とネットワークトークンTerra（LUNA）を特徴とする、Terraブロックチェーンの背後にあるライセンスのない企業である。TerraUSDとLunaはどちらも2022年5月に崩壊し、1週間で時価総額およそ450億ドル近くを失った。

## 教育と初期のキャリア
クォンは大元外国語高等学校を卒業し、スタンフォード大学でコンピュータサイエンスを学び、2015年6月に卒業した。彼はAppleとMicrosoftでそれぞれ3か月間エンジニアとして働いた。その後、2015年9月に韓国に戻って会社を設立した。
元テラの従業員は、クォンがベーシスキャッシュと呼ばれる別の失敗したステーブルコインプロジェクトの創設者でもあると主張した。これは、イーサリアムベースのトークンであるベーシス（以前のベースコイン）と呼ばれる別のステーブルコインプロジェクトからインスピレーションを得た。ベーシスはベンチャーキャピタリストから多額の資金を調達し、Nader Al-Najiによって作成された。Al-Najiは最終的に、米国証券取引委員会（SEC）の懸念を理由にベーシスを閉鎖し、投資家に返金した。しかし、ベーシスキャッシュは、SEC規制当局を回避する試みとして誕生した。

## テラ
クォンは、支払いのブロックチェーンであるTerraの共同作成者である。Terraの主な機能の1つは、Terra USD（UST）であった。これは、米ドルと1：1のペグを維持することを目的としたいわゆるアルゴリズムステーブルコインである。USTステーブルコインは米ドルに支えられていなかった。代わりに、「燃焼とミントの平衡」と呼ばれる複雑なモデルを通じてペグを維持するように設計された。この方法では、2つのトークンシステムを使用する。一方のトークンは安定したまま（UST）であり、もう一方のトークン（LUNA）はボラティリティを吸収することを目的としている。「アンカープロトコル」にUSTを預け入れた投資家は、テラの準備金から支払われた約19％の利回りを受け取っていた。「アンカープロトコル」のこのような高利回りメカニズムのために、一部の批評家は、クォンのステーブルコインモデルが「巨大なポンジースキーム」のように機能する可能性があるという懸念を提起した。
英国の経済学者フランシス・コッポラや彼の「アルゴリズムのステーブルコイン」モデルを批判した他の人々に応えて、クォンは彼らを「貧しい」「ゴキブリ」などと呼んで繰り返し嘲笑した。彼はまた、アレクサンドラ・ボテスとのライブインタビューの中で、「企業（他の暗号通貨会社）が死ぬのを見るのは楽しい」と述べている。「アンカー議定書」の利回り準備金の資本がどこから来ているのか、関係する投資家からツイッターで尋ねられたとき、クォンは「明らかにあなたのお母さん」と答えた。
2022年5月9日以降、USTと米ドルの連動が崩れはじめ、トークンは注目を集めた。翌週、USTの価格は10セントに急落し、ルナは史上最高値の119.51ドルから「実質的にゼロ」に下落、1週間で時価総額およそ450億ドル近くを失った。
5月12日、約200万ドルを失ったと主張する個人投資家が謝罪を要求するためにクォンの高層マンションに侵入した。クォンの妻は緊急警察の保護を申請して要求し、韓国の警察は事件の調査を開始した。
テラの没落に関する規模と論争のために、クォンはジャーナリストによって、特に彼の母国である韓国で、セラノスのエリザベスホームズに例えられてきた。

### 規制上の問題
米国証券取引委員会は、2021年にTerraform LabsとKwonに召喚状を発行した。これは、実際の上場株式を実質的に「ミラーリング」する金融デリバティブを設計および提供するTerraform Labsの「ミラープロトコル」に特に関連している。クォンは、要求に応じず、代わりにSECを訴えると述べた。クォンがSECからの調査に異議を唱え、調査を回避しようとしたにもかかわらず、2022年2月にマンハッタンで行われた米国裁判所の公聴会は、クォンとテラフォーム研究所の調査を継続するSECの権利を支持する判決を下した。クォンが韓国の大法院に提出した文書によると、クォンは2022年4月30日に韓国企業の解散を申請し、2022年5月4日に承認された。
5月17日、韓国議会の議員と政府当局は、テラフォーム研究所とその創設者であるドヒョンクォンに関する議会聴聞会の可能性を求め、起こった事件の調査が妨げられた主な理由として規制の枠組みがないことを挙げた。
5月18日、韓国国税庁が主導した調査によると、Terraform Labsの創設者であるドー・クォンとダニエル・シンは、2021年12月にそれぞれ約1億ドル相当の追加税を支払うよう求められていたことが明らかになった。子会社のTerraform Labs Pte. 株式会社（シンガポール）およびTerraform Labsバージン諸島は韓国の実体ではない。いずれにせよ、国税庁は、2つの子会社の「実務上の経営決定」は、韓国の公的居住者としての期間中に創設者によって行われたため、子会社間の資金の移転と各事業体による利益は、韓国の管轄に従う。

### 集団訴訟
クラッシュによって約20万人の国内ルナ投資家が被害を受けたため、韓国の投資家グループは、テラフォームラボの創設者であるドヒョンクォンに対して集団訴訟を起こすと発表した。5月17日現在、1,600人以上の投資家が国内の法律事務所であるLKB＆PartnersLLCおよびKisungLLCとの訴訟に署名している。